# 實兌縣
實兌縣為緬甸若開邦轄下的縣，其區域面積為3,106.7平方公里，2014年人口535,583人。該縣下分4個鎮區。實兌為該縣之首府。

## 鎮區
實兌縣下轄4鎮區：
- 包多鎮區（Pauktaw Township）
- 邦納均鎮區（Ponnagyun Township）
- 拉代當鎮區（Rathedaung Township）
- 實兌鎮區（Sittwe Township）